# توم سوير (سياسي)
توم سوير (بالإنجليزية: Tom Sawyer)‏ هو سياسي أمريكي، ولد في 15 أبريل 1958 في ويتشيتا في الولايات المتحدة. حزبياً، نشط في الحزب الديمقراطي. وقد انتخب عضو مجلس نواب كنساس.

## وصلات خارجية
- الموقع الرسمي